# زروم

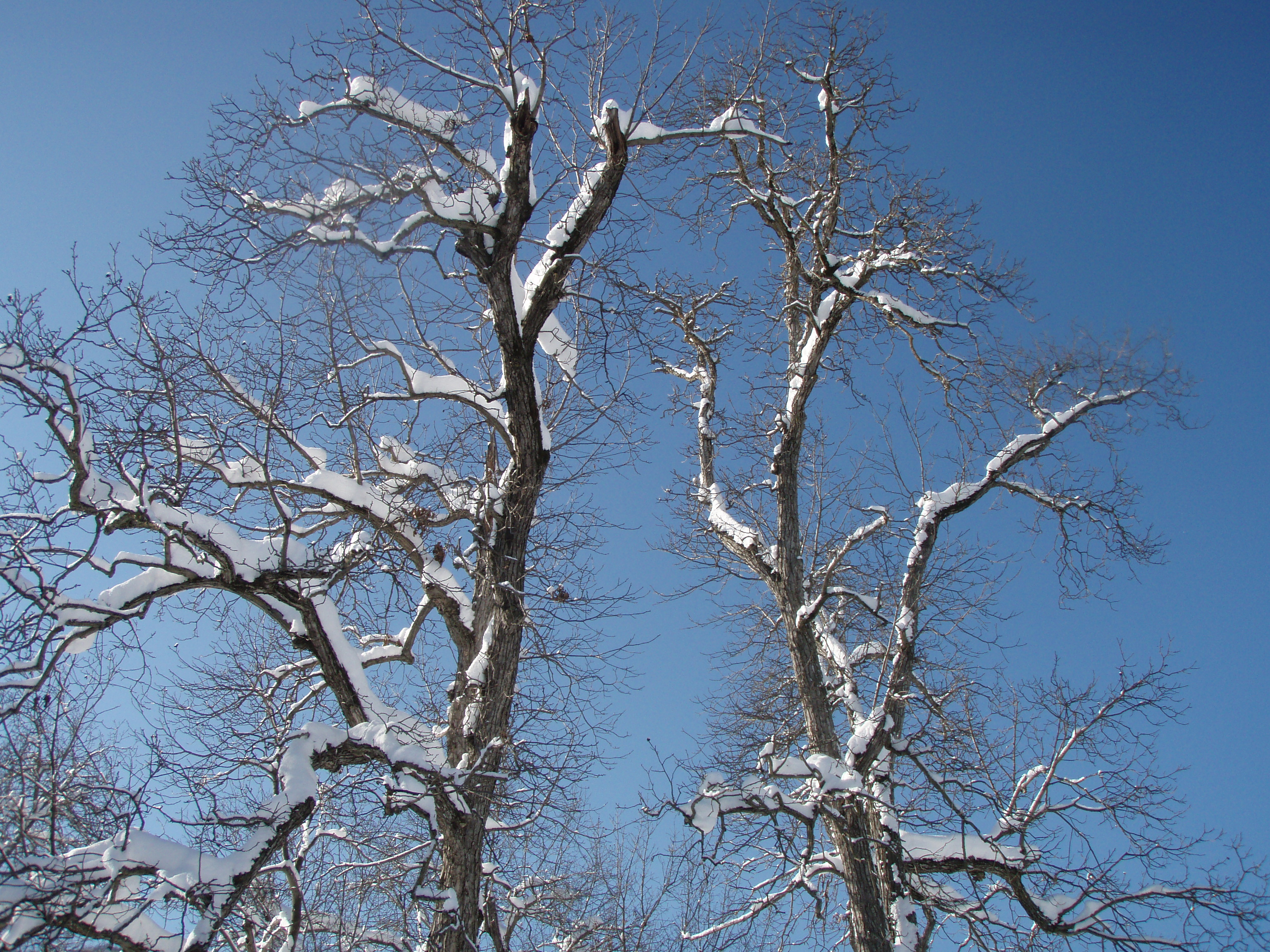

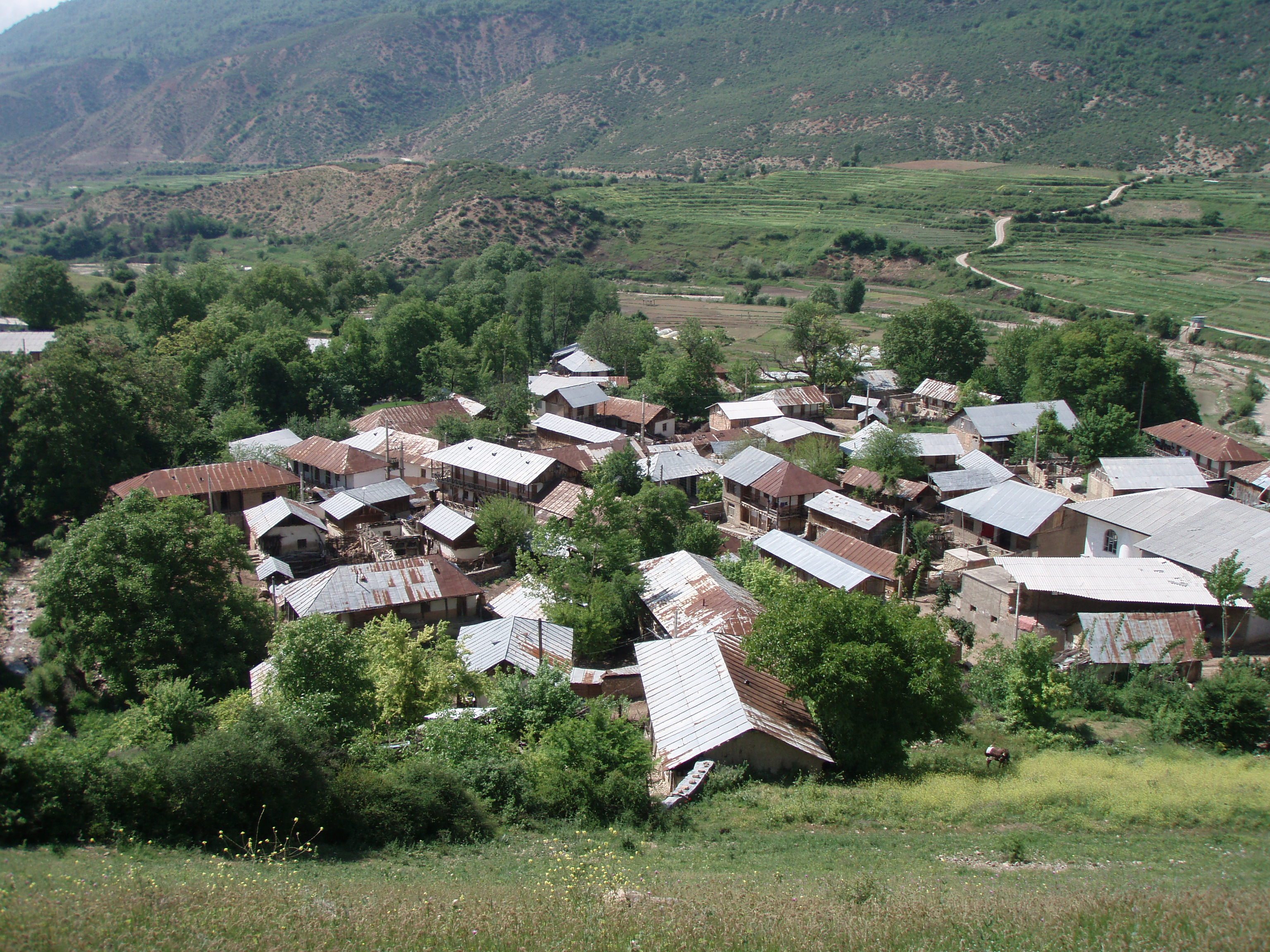
روستای زروم

زروم روستایی از توابع بخش هزارجریب شهرستان نکا در استان مازندران در ایران است.

## جمعیت
این روستا در دهستان زارم‌رود قرار دارد و براساس سرشماری مرکز آمار ایران در سال ۱۳۸۵، جمعیت آن ۱۶۸ نفر (۴۴خانوار) بوده‌است.

## معرفی روستای زروم
روستای زروم حدوداً در فاصله ۶۵ کیلومتری شهرستان نکا قرار دارد. دو رودخانه و چندین کوه وتپه (وشوا کوه، سیو دین، خرگوش تپه، لیلم کاته، لاکدشت، لیکپشته، موزیلت، پسٌی، دولدولرج، جردله، هفتنور، رکنم، سوته، چری، ششخال و …) نمایی خاص ودیدنی به آن دادند.

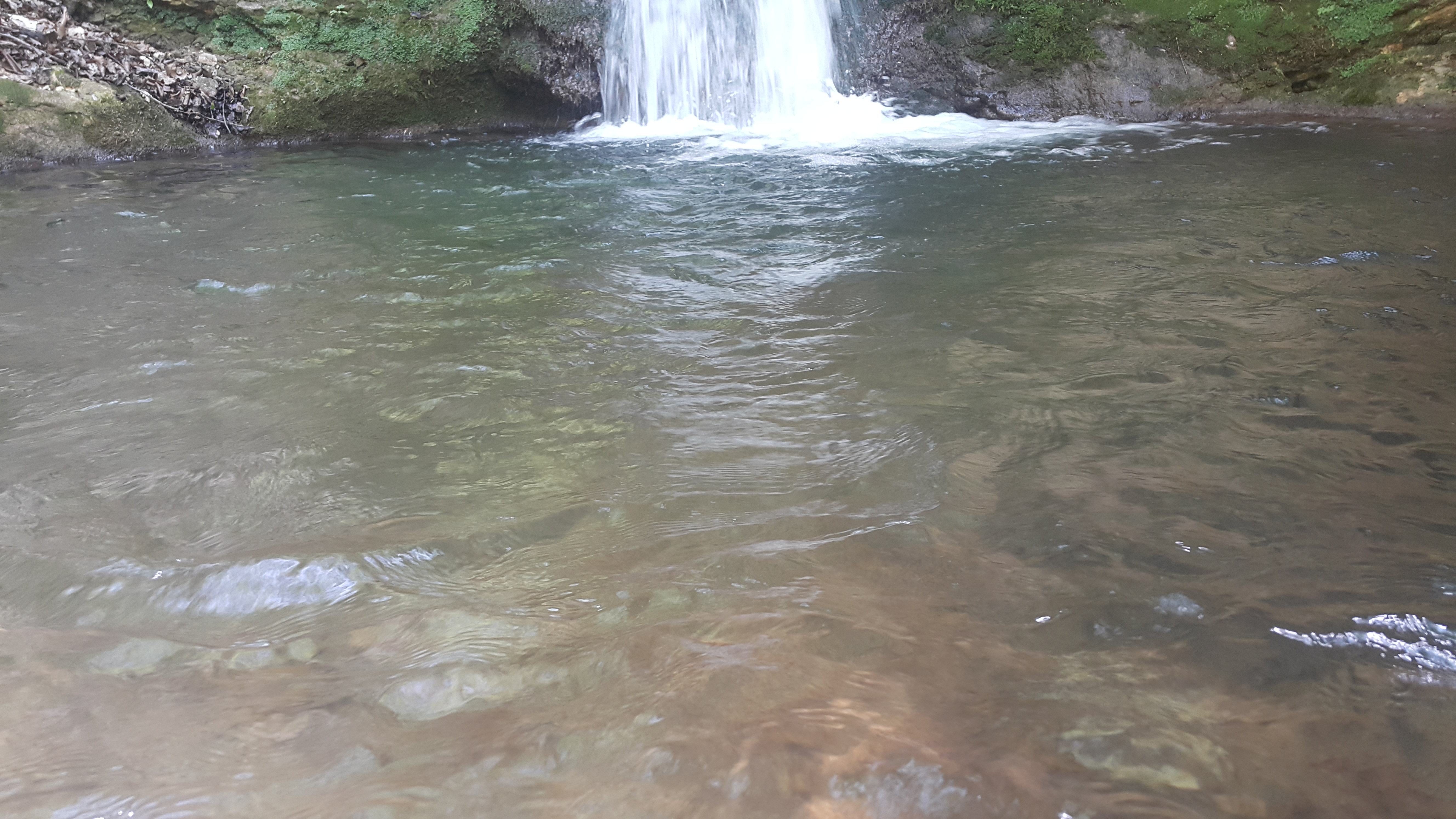
رودخانه روستا

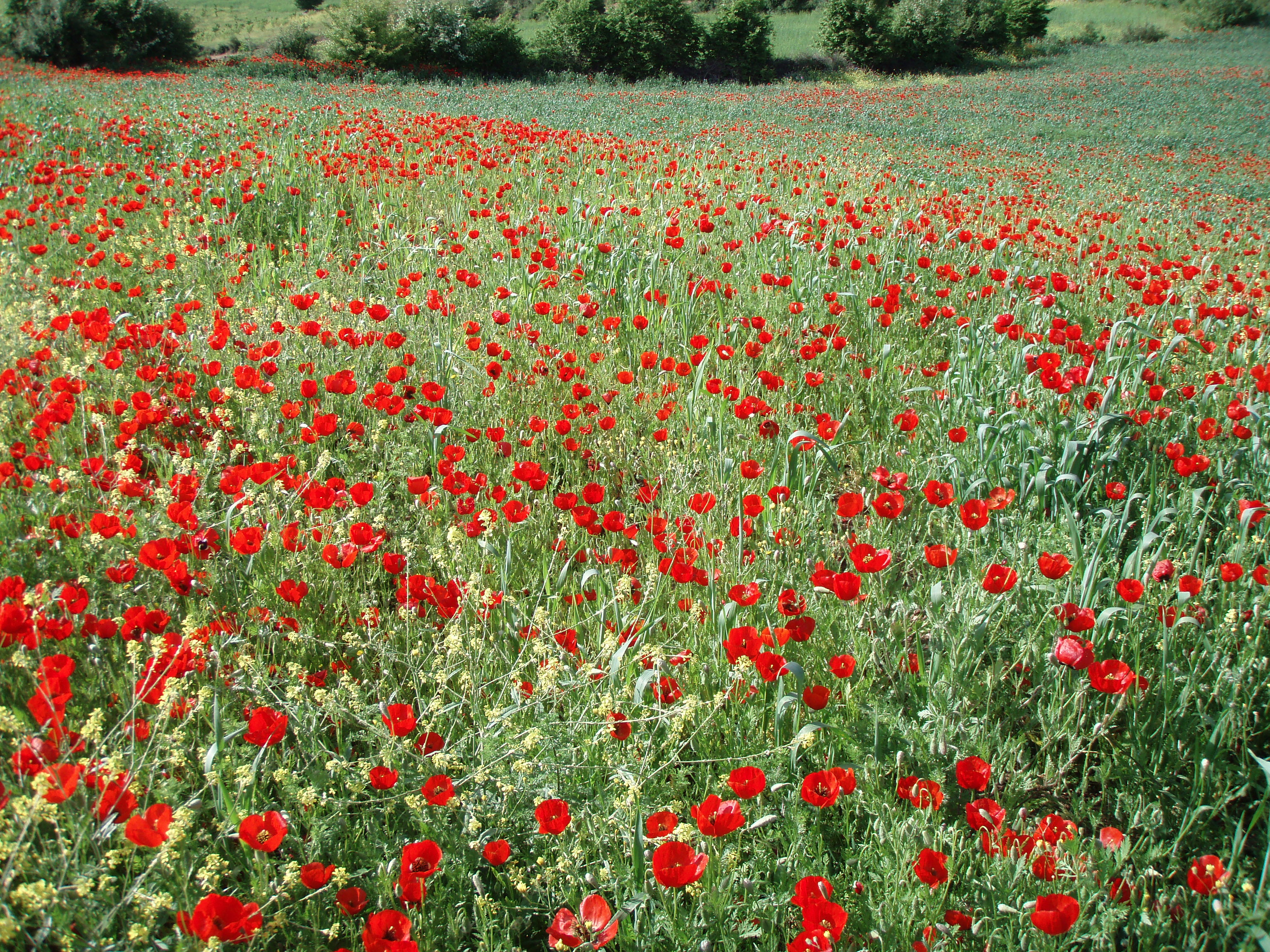
روستای زروم اردیبهشت ماه

### همسایگان زروم
همسایگان زروم روستاهای نوده، بالازنگت، پایین زنگت، لیمونده، چناربن، سیدخیل، آکرد و برما هستند.

## کوه‌ها و تپه‌های معروف روستای زروم
وشوا، خرگوش تپه، سیودین، نیازدشت از کوه‌ها و تپه‌های معروف روستای زروم هستند.

## چشمه‌های روستای زروم
کانه پی
نیازدشت
استاربن
ورزی
خانه سر
وارنک مرض
لاک پشت دره
چشم علی
استلگا
لاکدشت
اولاد چشمه
هفت چشمه

## جاذبه‌های طبیعی روستای زروم
- سه رودخانه آب شیرین، گوارا و خنک
- چندین آبشار
- چشمه‌های جوشان
- حوضچه‌های طبیعی در مسیر رودخانه‌ها
- درختان راش، مَمرِز، بلوط‌های قطور و بلند، سرخدار، گردو و مَلیچ، توسکا، بیدمشک، نمدار[۱۰]